# Nascar Winston Cup Series 1972
Nascar Winston Cup Series 1972 var den 24:e upplagan av den främsta divisionen av professionell stockcarracing i USA sanktionerad av National Association for Stock Car Auto Racing.
Säsongen bestod av 31 race och inleddes 23 januari på Riverside International Raceway i Kalifornien och avslutades 12 november på Texas World Speedway i Texas. Serien vanns av Richard Petty i en Plymouth körande för Petty Enterprises. Det var hans andra raka och fjärde mästerskapstitel totalt. Petty hade tidigare vunnit cup-serien 1964, 1967 och 1971. Chevrolet vann märkesmästerskapet.

## Tävlingskalender
| Nr | Officiellt namn           | Bana                                                        | Datum        |
| -- | ------------------------- | ----------------------------------------------------------- | ------------ |
| 1  | Winston Western 500       | Riverside International Raceway, Riverside, Kalifornien     | 23 januari   |
| KV | 125 Mile Qualifying Races | Daytona International Speedway, Daytona Beach, Florida      | 17 februari  |
| 2  | Daytona 500               | Daytona International Speedway, Daytona Beach, Florida      | 20 februari  |
| 3  | Richmond 500              | Richmond Fairgrounds Raceway, Richmond, Virginia            | 27 februari  |
| 4  | Miller High Life 500      | Ontario Motor Speedway, Ontario, Kalifornien                | 5 mars       |
| 5  | Carolina 500              | North Carolina Speedway, Rockingham, North Carolina         | 12 mars      |
| 6  | Atlanta 500               | Atlanta International Raceway, Hampton, Georgia             | 26 mars      |
| 7  | Southeastern 500          | Bristol International Speedway, Bristol, Tennessee          | 9 april      |
| 8  | Rebel 400                 | Darlington Raceway, Darlington, South Carolina              | 16 april     |
| 9  | Gwyn Staley 400           | North Wilkesboro Speedway, North Wilkesboro, North Carolina | 23 april     |
| 10 | Virginia 500              | Martinsville Speedway, Ridgeway, Virginia                   | 30 april     |
| 11 | Winston 500               | Alabama International Motor Speedway, Lincoln, Alabama      | 7 maj        |
| 12 | World 600                 | Charlotte Motor Speedway, Concord, North Carolina           | 28 maj       |
| 13 | Mason-Dixon 500           | Dover Downs International Speedway, Dover, Delaware         | 4 juni       |
| 14 | Motor State 400           | Michigan International Speedway, Brooklyn, Michigan         | 11 juni      |
| 15 | Golden State 400          | Riverside International Raceway, Riverside, Kalifornien     | 18 juni      |
| 16 | Lone Star 500             | Texas World Speedway, College Station, Texas                | 25 juni      |
| 17 | Firecracker 400           | Daytona International Speedway, Daytona Beach, Florida      | 4 juli       |
| 18 | Volunteer 500             | Bristol International Speedway, Bristol, Tennessee          | 9 juli       |
| 19 | Northern 300              | Trenton Speedway, Trenton, New Jersey                       | 16 juli      |
| 20 | Dixie 500                 | Atlanta International Raceway, Hampton, Georgia             | 23 juli      |
| 21 | Talladega 500             | Alabama International Motor Speedway, Lincoln, Alabama      | 6 augusti    |
| 22 | Yankee 400                | Michigan International Speedway, Brooklyn, Michigan         | 20 augusti   |
| 23 | Nashville 420             | Nashville Speedway, Nashville, Tennessee                    | 27 augusti   |
| 24 | Southern 500              | Darlington Raceway, Darlington, South Carolina              | 4 september  |
| 25 | Capital City 500          | Richmond Fairgrounds Raceway, Richmond, Virginia            | 10 september |
| 26 | Delaware 500              | Dover Downs International Speedway, Dover, Delaware         | 17 september |
| 27 | Old Dominion 500          | Martinsville Speedway, Ridgeway, Virginia                   | 24 september |
| 28 | Wilkes 400                | North Wilkesboro Speedway, North Wilkesboro, North Carolina | 1 oktober    |
| 29 | National 500              | Charlotte Motor Speedway, Concord, North Carolina           | 8 oktober    |
| 30 | American 500              | North Carolina Speedway, Rockingham, North Carolina         | 22 oktober   |
| 31 | Texas 500                 | Texas World Speedway, College Station, Texas                | 12 november  |

## Resultat
| Nr | Tävling                    | Pole position | Flest ledda varv | Vinnare       | Team/ ägare             | Konstruktör | Rapport |
| -- | -------------------------- | ------------- | ---------------- | ------------- | ----------------------- | ----------- | ------- |
| 1  | Winston Western 500        | A.J. Foyt     | Bobby Allison    | Richard Petty | Petty Enterprises       | Plymouth    | Rapport |
| KV | 125 Mile Qualifying Race 1 | Bobby Isaac   | Buddy Baker      | Bobby Isaac   | K&K Insurance Racing    | Dodge       | Rapport |
| KV | 125 Mile Qualifying Race 2 | A.J. Foyt     | Bobby Allison    | Bobby Allison | Howard & Egerton Racing | Chevrolet   | Rapport |
| 2  | Daytona 500                | Bobby Isaac   | A.J. Foyt        | A.J. Foyt     | Wood Brothers Racing    | Mercury     | Rapport |
| 3  | Richmond 500               | Bobby Allison | Bobby Allison    | Richard Petty | Petty Enterprises       | Plymouth    | Rapport |
| 4  | Miller High Life 500       | A.J. Foyt     | A.J. Foyt        | A.J. Foyt     | Wood Brothers Racing    | Mercury     | Rapport |
| 5  | Carolina 500               | Bobby Isaac   | Bobby Isaac      | Bobby Isaac   | K&K Insurance Racing    | Dodge       | Rapport |
| 6  | Atlanta 500                | Bobby Allison | Bobby Allison    | Bobby Allison | Howard & Egerton Racing | Chevrolet   | Rapport |
| 7  | Southeastern 500           | Bobby Allison | Bobby Allison    | Bobby Allison | Howard & Egerton Racing | Chevrolet   | Rapport |
| 8  | Rebel 400                  | David Pearson | David Pearson    | David Pearson | Wood Brothers Racing    | Mercury     | Rapport |
| 9  | Gwyn Staley 400            | Bobby Isaac   | Bobby Isaac      | Richard Petty | Petty Enterprises       | Plymouth    | Rapport |
| 10 | Virginia 500               | Richard Petty | Bobby Isaac      | Richard Petty | Petty Enterprises       | Plymouth    | Rapport |
| 11 | Winston 500                | Bobby Isaac   | David Pearson    | David Pearson | Wood Brothers Racing    | Mercury     | Rapport |
| 12 | World 600                  | Bobby Allison | Bobby Allison    | Buddy Baker   | Petty Enterprises       | Dodge       | Rapport |
| 13 | Mason-Dixon 500            | Bobby Isaac   | Bobby Allison    | Bobby Allison | Howard & Egerton Racing | Chevrolet   | Rapport |
| 14 | Motor State 400            | Bobby Isaac   | David Pearson    | David Pearson | Wood Brothers Racing    | Mercury     | Rapport |
| 15 | Golden State 400           | Richard Petty | Richard Petty    | Ray Elder     | Fred Elder              | Dodge       | Rapport |
| 16 | Lone Star 500              | Richard Petty | Richard Petty    | Richard Petty | Petty Enterprises       | Dodge       | Rapport |
| 17 | Firecracker 400            | Bobby Isaac   | David Pearson    | David Pearson | Wood Brothers Racing    | Mercury     | Rapport |
| 18 | Volunteer 500              | Bobby Allison | Bobby Allison    | Bobby Allison | Howard & Egerton Racing | Chevrolet   | Rapport |
| 19 | Northern 300               | Bobby Isaac   | Bobby Isaac      | Bobby Allison | Howard & Egerton Racing | Chevrolet   | Rapport |
| 20 | Dixie 500                  | David Pearson | David Pearson    | Bobby Allison | Howard & Egerton Racing | Chevrolet   | Rapport |
| 21 | Talladega 500              | Bobby Isaac   | James Hylton     | James Hylton  | Hylton Engineering      | Mercury     | Rapport |
| 22 | Yankee 400                 | Richard Petty | David Pearson    | David Pearson | Wood Brothers Racing    | Mercury     | Rapport |
| 23 | Nashville 420              | Bobby Allison | Bobby Allison    | Bobby Allison | Howard & Egerton Racing | Chevrolet   | Rapport |
| 24 | Southern 500               | Bobby Allison | Bobby Allison    | Bobby Allison | Howard & Egerton Racing | Chevrolet   | Rapport |
| 25 | Capital City 500           | Bobby Allison | Richard Petty    | Richard Petty | Petty Enterprises       | Plymouth    | Rapport |
| 26 | Delaware 500               | Bobby Allison | David Pearson    | David Pearson | Wood Brothers Racing    | Mercury     | Rapport |
| 27 | Old Dominion 500           | Bobby Allison | Bobby Allison    | Richard Petty | Petty Enterprises       | Plymouth    | Rapport |
| 28 | Wilkes 400                 | Buddy Baker   | Bobby Allison    | Richard Petty | Petty Enterprises       | Plymouth    | Rapport |
| 29 | National 500               | David Pearson | Bobby Allison    | Bobby Allison | Howard & Egerton Racing | Chevrolet   | Rapport |
| 30 | American 500               | David Pearson | Bobby Allison    | Bobby Allison | Howard & Egerton Racing | Chevrolet   | Rapport |
| 31 | Texas 500                  | A.J. Foyt     | Buddy Baker      | Buddy Baker   | K&K Insurance Racing    | Dodge       | Rapport |

## Slutställning
| Plats   | Förare           | Starter | Vinster | Top 5 | Top 10 | Pole | Varv | Prispengar | Poäng   | +\-   |
| ------- | ---------------- | ------- | ------- | ----- | ------ | ---- | ---- | ---------- | ------- | ----- |
| 1       | Richard Petty    | 31      | 8       | 25    | 28     | 3    | 2093 | $339 405   | 8701,4  |       |
| 2       | Bobby Allison    | 31      | 10      | 25    | 27     | 12   | 4343 | $348 939   | 8573,5  | –128  |
| 3       | James Hylton     | 31      | 1       | 9     | 23     | 0    | 111  | $126 705   | 8158,7  | –543  |
| 4       | Cecil Gordon     | 31      | 0       | 4     | 16     | 0    | 3    | $73 126    | 7326,05 | –1375 |
| 5       | Benny Parsons    | 31      | 0       | 10    | 19     | 0    | 19   | $102 043   | 6844,15 | –1857 |
| 6       | Walter Ballard   | 31      | 0       | 0     | 7      | 0    | 0    | $59 745    | 6781,45 | –1920 |
| 7       | Elmo Langley     | 30      | 0       | 1     | 9      | 0    | 0    | $59 644    | 6656,25 | –2043 |
| 8       | John Sears       | 28      | 0       | 2     | 7      | 0    | 0    | $51 314    | 6298,5  | –2403 |
| 9       | Dean Dalton      | 29      | 0       | 0     | 4      | 0    | 0    | $42 299    | 6295,05 | –2406 |
| 10      | Ben Arnold       | 26      | 0       | 0     | 7      | 0    | 0    | $44 547    | 6179    | –2522 |
| 11      | Frank Warren     | 30      | 0       | 0     | 2      | 0    | 0    | $45 048    | 5788,6  | –2913 |
| 12      | Jabe Thomas      | 28      | 0       | 0     | 4      | 0    | 0    | $43 438    | 5772.55 | –2929 |
| 13      | Bill Champion    | 29      | 0       | 0     | 4      | 0    | 0    | $42 242    | 5470,7  | –3231 |
| 14      | Raymond Williams | 28      | 0       | 0     | 5      | 0    | 0    | $37 000    | 5712,65 | –2989 |
| 15      | Dave Marcis      | 27      | 0       | 5     | 11     | 0    | 4    | $45 012    | 5459,65 | –3242 |
| Källor: |                  |         |         |       |        |      |      |            |         |       |

- Notering: Endast de femton främsta förarna redovisas.